# Pteroptyx
Pteroptyx is een geslacht van kevers uit de familie glimwormen (Lampyridae). Het geslacht werd voor het eerst wetenschappelijk beschreven in 1902 door Olivier.

## Soorten
- Pteroptyx asymmetria Ballantyne, 2001
- Pteroptyx atripennis Pic, 1923
- Pteroptyx bearni E. Olivier in Olivier and Pic, 1909
- Pteroptyx curticollis Pic, 1923
- Pteroptyx decolor E. Olivier, 1911
- Pteroptyx galbina Jusoh, 2015
- Pteroptyx gelasina Ballantyne, 2001
- Pteroptyx gombakia Ballantyne, 2015
- Pteroptyx macdermotti McLean in Ballantyne and McLean, 1970
- Pteroptyx maipo Ballantyne in Ballantyne et al., 2011
- Pteroptyx malaccae (Gorham, 1880)
- Pteroptyx masatakai Kawashima, 2003
- Pteroptyx sayangia Ballantyne, 2015
- Pteroptyx similis Ballantyne, 2001
- Pteroptyx sulawesiensis Kawashima, 2003
- Pteroptyx surabayia Ballantyne, 2015
- Pteroptyx tener E. Olivier, 1907
- Pteroptyx testacea (Motschulsky, 1854)
- Pteroptyx truncata Ballantyne, 2001
- Pteroptyx valida E. Olivier, 1909